# Sukkenes Bro (film fra 1925)
Sukkenes Bro (originaltitel The Bridge of Sighs) er en amerikansk stumfilm fra 1925 instrueret af Phil Rosen.

## Medvirkende
- Dorothy Mackaill som Linda Harper
- Creighton Hale som Billy Craig
- Richard Tucker som Glenn Hayden
- Alec B. Francis som John Harper
- Ralph Lewis som William Craig
- Cliff Saum som Smithers
- Fanny Midgley som Mrs. William Craig
- Aileen Manning som Mrs. Smithers